# Рутгер III фон Блументал
Рутгер III фон Блументал (на немски: Ruthger III. von Blumenthal; * пр. 1305) е благородник от род Блументал, кнапе (оръженосец, носач на щит), маркграфски съветник и маршал на Бранденбург.
Той е син на маркграфския съветник рицар Рутгер II фон Блументал (* пр. 1280) и съпругата му фон Хавелберг, дъщеря на Йоханес III фон Хавелберг († сл. 1296). Внук е на Рутгер I фон Блументал († пр. 1288), рицар, 1274, 1275 фогт на Тангермюнде, съветник на Маркграфство Бранденбург.
Фамилията фон Блументал е издигната през 1646 г. на имперски фрайхер и 1701 г. на имперски граф.

## Деца
Рутгер III фон Блументал има един син:
- Рутгер IV фон Блументал (* пр. 1328), кнапе, женен за фон Хакенберг; имат син:
  - Рутгер V фон Блументал, кнапе, баща на:
    - Ото II фон Блументал (* ок. 1360; † 1436/1441), маркгафски съветник, хауптман на Пригниц; има един син